# Richard Král (právník)
Richard Král (* 12. prosince 1963) je český právník, specializující se na právo Evropské unie.
Je profesorem na Právnické fakultě Univerzity Karlovy, rozhodnutí o jeho jmenování podepsal prezident republiky Miloš Zeman 17. května 2016. Dne 12. října 2016 mu byl AV ČR udělen titul doktora věd (DSc.). Je také členem Legislativní rady vlády a působil rovněž na Bankovní institut vysoké škole v Praze.